# Jakobsknopp
Jakobsknopp ist ein Weiler des Ortsteils Niederhersdorf der Ortsgemeinde Hersdorf im Eifelkreis Bitburg-Prüm in Rheinland-Pfalz.

## Geographische Lage
Jakobsknopp liegt südlich von Niederhersdorf in einer Entfernung von rund 1,5 km. Der Weiler ist hauptsächlich von landwirtschaftlichen Nutzflächen sowie einem Waldgebiet im Nordosten umgeben. Nördlich von Jakobsknopp fließt ein Ausläufer des Altburger-Bachs und südlich ein Ausläufer des Sahlbachs.

## Geschichte
Zur genauen Entstehungsgeschichte des Weilers liegen keine Angaben vor.
Das Gebiet um den heutigen Weiler war allerdings schon früh besiedelt, was durch den Fund von römischen Siedlungsresten belegt werden konnte. Wenig südwestlich fand man Ziegel und Keramikscherben aus dem 3. und 4. Jahrhundert n. Chr. Wenig nordöstlich wurden ferner Brandgräber entdeckt, die Keramik aus dem 2. Jahrhundert n. Chr. aufwiesen. Vermutet wird eine größere Nekropole, die sich westlich der ehemaligen Römerstraße Trier-Köln befand.
Im 19. Jahrhundert wurde zudem ein Torfstich südöstlich von Jakobsknopp betrieben.

## Kultur und Sehenswürdigkeiten

### Kultur und Wegekreuze
Jakobsknopp ist in der Region durch die alljährlich stattfindende Kirmes im Mai bekannt.
In unmittelbarer Umgebung zum Weiler befinden sich insgesamt vier Wegekreuze. Eines befindet sich am Höhenpunkt von 539 m über NHN.

### Naherholung
In der Region um Hersdorf befinden sich mehrere Wanderwege. Bekannt ist vor allem das Naturschutzgebiet Schönecker Schweiz, westlich von Hersdorf. Highlights am Weg sind hier mehrere Felsformationen, eine Tropfsteinhöhle und eine Doline.

## Wirtschaft und Infrastruktur

### Unternehmen
In Jakobsknopp wird ein Ferienhaus betrieben.

### Verkehr
Es existiert eine regelmäßige Busverbindung.
Jakobsknopp ist durch die Landesstraße 16 von Niederhersdorf in Richtung Weißenseifen erschlossen.